# Schlegels Haarstern
Schlegels Haarstern (Comaster schlegelii), auch Variabler Federstern genannt, ist ein Vertreter der Haarsterne (Comatulida), der Korallenriffe bewohnt und vor allem im küstennahen Gewässern im Indopazifik anzutreffen ist.

## Verbreitung und Lebensraum
Schlegels Haarstern besiedelt tropische Korallenriffe, rund um Australien, im Roten Meer, im Indischen Ozean (z. B. bei den Malediven und Sri Lanka), sowie im Südpazifik (u. a. bei Fidschi). Im Indopazifik wurden die Tiere auch rund um Indonesien und die Philippinen sowie in Küstengewässern vor Japan, China und Malaysia nachgewiesen.
Die Stachelhäuter leben in küstennahen Gebieten von bis zu 278 Metern Tiefe und bevorzugen dabei Meereszonen mit zuverlässiger Strömung und Wassertemperaturen zwischen 15 und 28 Grad Celsius.
Die Federsterne sind oft in der unmittelbaren Nähe von Steinkorallen der Gattung Acropora anzutreffen.

## Merkmale

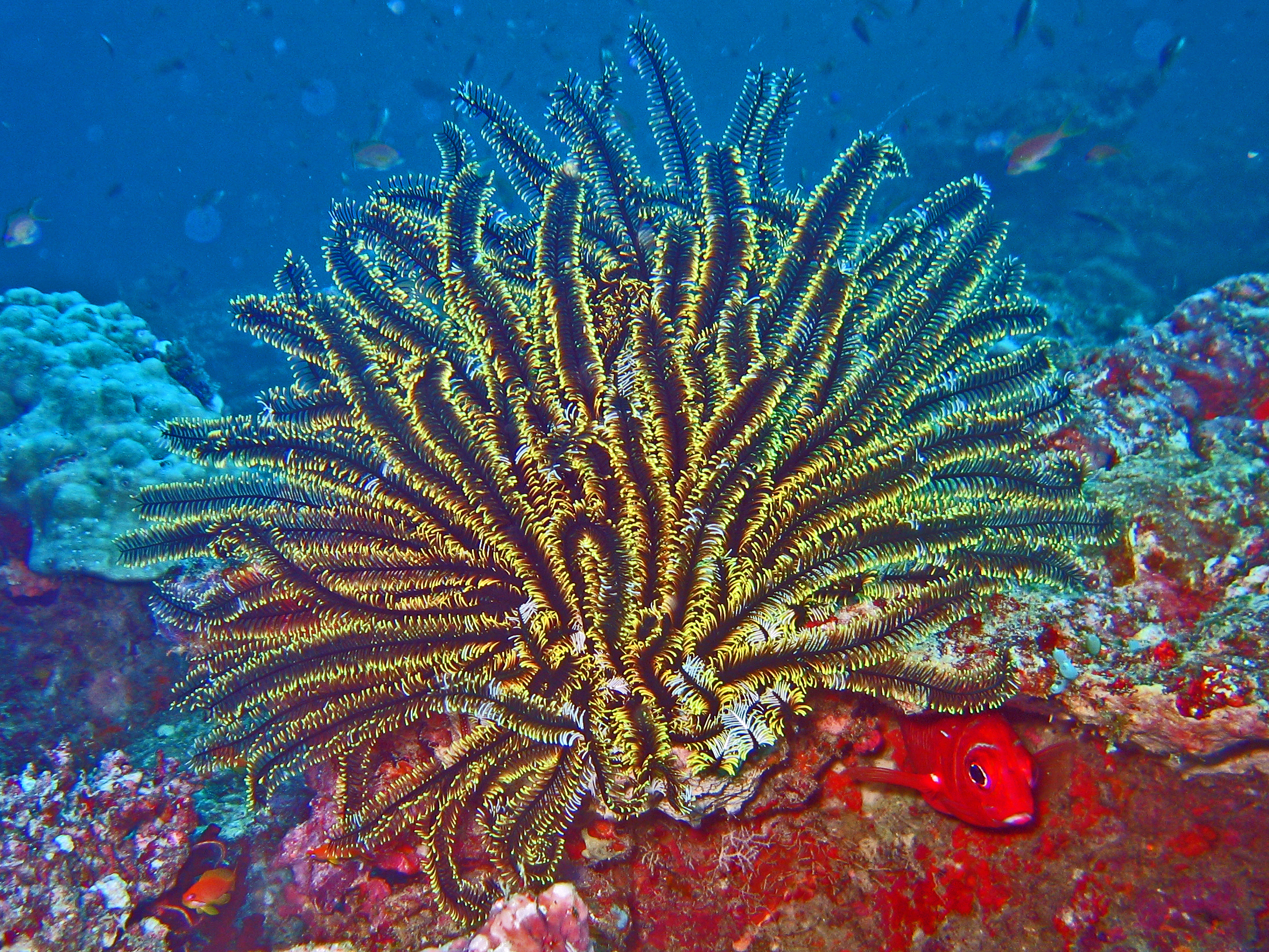
Ein dunkel gefärbtes Exemplar mit gelben Spitzen, bei den Malediven

Schlegels Haarstern erreicht einen Durchmesser von etwa 35 Zentimetern und wird in unterschiedlichen Färbungen angetroffen. Farbvariationen reichen von Weiß, Gelb und Orange über eine Reihe von Grüntönen bis hin zu dunklem Olivgrün und Schwarz, wobei die gegabelten Arme und die Befiederung unterschiedlichen Farben haben können. Typische Farbkombinationen sind Grün mit Weiß oder Schwarz mit orangen Spitzen.
Ausgewachsene Exemplare entwickeln zwischen 10 und 90 Armen, die bei Verlust nachwachsen und zusammengerollt werden können. Auf der Unterseite besitzen die Tiere etwa 20 Cirren, mit denen sie sich am Untergrund festhalten. Diese Cirren gehen bei älteren Tieren verloren, die sich direkt mit ihren Armen am Untergrund festhalten.

## Lebensweise

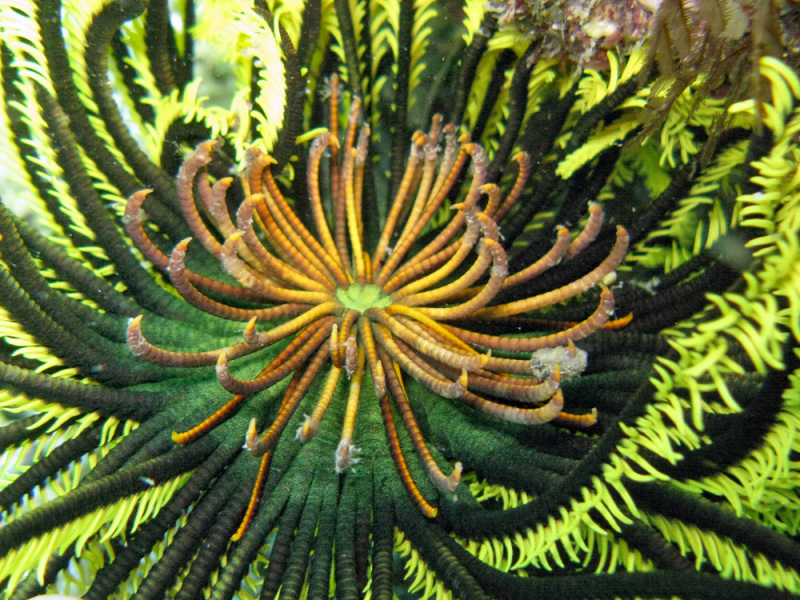
Ein Comaster schlegeli vor der Südinsel Neuseelands

Mit ihren Fangarmen ernähren die Haarsterne sich als Filtrierer, wobei sie Detritus, sowie pflanzliches und tierisches Plankton aus dem vorbeiströmenden Meerwasser filtern.
Schlegels Haarstern eignet sich nicht für die Haltung im Aquarium und geht auch in Riffaquarien mit Umwälzanlage relativ schnell ein.

## Erforschung
Es wurden bereits mehrere Arten von Vielborstern aus dem Stamm der Ringelwürmer (in der Ordnung der Myzostomida) entdeckt, die in Symbiose mit den Federsternen leben.
Die mitochondriale DNA des Federsterns wurde vollständig sequenziert, wodurch eine enge Verwandtschaft zu Anneissia pinguis aus der Familie der Comatulidae festgestellt wurde.

## Taxonomie
Der Gattung Comaster gehören, neben Schlegels Haarstern, drei weitere Spezies an:
- Comaster audax Rowe, Hoggett, Birtles & Vail, 1986
- Comaster multifidus (Müller, 1841) und
- der Edel-Haarstern, Comaster nobilis (Carpenter, 1884)